# Корекція (фондовий ринок)
Корекція — зміна курсу акцій або валют в бік, зворотний тренду.
Вважається, що дане явище відбувається через «перекупленности» або «перепроданості» тієї чи іншої паперу або валюти. Серед інших причин — відсутність бажаючих торгувати за такою ціною. За іншими уявленнями, корекція викликається наявністю великої кількості стоп-ордерів, які роблять вигідним рух ціни в напрямку їхнього виконання, після чого ціна повертається до основного тренду.

## Види корекцій
Розрізняють три типи корекції ринку:
Висхідна корекція ринку.
Виникає при низхідному тренді, в той момент, коли більшість учасників ринку розуміють, що ціна розглянутого фінансового інструменту занадто занижена (перепроданність) і починають фіксувати прибуток за раніше відкритим ордерами на продаж.
Низхідна корекція ринку.
Виникає при висхідному тренді, в той момент, коли більшість учасників ринку розуміють, що ціна розглянутого фінансового інструменту занадто завищена (перекупленність) і починають фіксувати прибуток за раніше відкритим ордерами на покупку.
Бічна корекція ринку
Консолідація ринку виникає в момент, коли попит і пропозиція на аналізований фінансовий інструмент приблизно рівні.
Трейдер повинен пам'ятати про те, що розглянутий період часу (таймфрейм), відіграє дуже важливу роль, оскільки корекція ринку на місячному графіку може бути трендом на денному графіку, а корекція ринку на денному графіку може бути трендом на годинному графіку.